# Chas (humorista)
Marcial Buj Luna, conocido por su firma «Chas» (Zaragoza, 1909-Zaragoza, 1959), fue un humorista gráfico y caricaturista español.

## Biografía
Nació el 9 de marzo de 1909. Trabajó como periodista en el Heraldo de Aragón desde los dieciocho años de la mano de su padre. Trabajó sobre todo como humorista gráfico habitualmente con caricaturas y chistes. Su primera época es la mejor recordada, cuando sus viñetas aún conservaban su característico trazo sencillo. Las caricaturas le llevaron a retratar a una gran variedad de personajes de su época.
Perteneció a la Agrupación de Humoristas Aragoneses. Fue contemporáneo de otros humoristas aragoneses como Bayo Marín, Gazo, Teixi, Del Arco, Yus, Cardona, Rael, Mata, etc. El mercantil fue el escenario de su primera exposición personal, que constó de diversas caricaturas y acuarelas. Igualmente tomó parte en la peña Niké, a la que aportó su obra en varias exposiciones artísticas. Como periodista realizó varias entrevistas a artistas de su época; de la misma forma firmó críticas de arte con el pseudónimo que le hizo conocido: "Chas". Falleció el 20 de mayo de 1959 en su ciudad natal.